# Hesperiinae
Die Hesperiinae (Hesperiidae) sind eine Unterfamilie der Dickkopffalter (Hesperiidae) innerhalb der Schmetterlinge. Es handelt sich um eine große Unterfamilie mit über 2000 Arten in ca. 325 Gattungen.

## Merkmale
Als apomorphes Merkmal dieser Gruppe wird angegeben, dass bei den meisten Arten die Ader M2 des Vorderflügels näher zur Ader M3 als zur Ader M1 entsteht. Bei einigen Gattungen der Hesperiinae entsteht sie allerdings genau zwischen M1 und M3 wie bei vielen Vertretern der Pyrrhopygini und einigen Arten der Eudaminae. Sie haben eine kurze Vorderflügelzelle. Bei den meisten Hesperiinae ist der Hinterleib länger als die Hinterflügel. Sie sind außerdem durch eine besondere Flügelposition gekennzeichnet, die sie während des Sonnens und Aufwärmens einnehmen. Dabei halten sie die Hinterflügel voll ausgestreckt, während die Vorderflügel nur halb geöffnet sind und aufrecht gehalten werden.
Bei den Männchen sind auf den Vorderflügeln Stigmata ausgebildet. Einige Gattungen haben spezialisierte Schuppen auf der Unterseite der Vorderflügel und Hinterflügel, Büschel auf den Hinterflügeln oder ein Stigma auf der Oberseite der Hinterflügel.

## Geographische Verbreitung und Lebensraum
Die Hesperiinae sind weltweit verbreitet. Allerdings kommt etwa die Hälfte der Arten in der Neotropis vor. Der Großteil der Falter ist tagaktiv. Die Larven fressen fast ausschließlich an Monokotyledonen; insgesamt sind Arten aus zehn Pflanzenfamilien darunter. Darunter sind: Aronstabgewächse (Araceae), Palmengewächse (Arecaceae), Liliengewächse (Liliaceae), Bananengewächse (Musaceae) und Süßgräser (Poaceae).

## Systematik
Die Unterfamilie Hesperiinae, Nominatunterfamilie der Familie Hesperiidae, ist außerordentlich gattungs- und artenreich. Insgesamt sind derzeit etwa 325 Gattungen mit über 2000 Arten bekannt. Sie ist bei weitem die artenreichste Unterfamilie, die zwei Drittel der Arten der Familie Hesperiidae enthält. In Europa kommen aber nur elf Arten in sechs Gattungen vor. In der neuesten Systematik von Warren et al. (2009) werden acht Tribus unterschieden:

| - Tribus Aeromachini Tutt, 1906 - Gattung Acada Evans, 1937 - Gattung Acerbas de Nicéville, 1895 - Gattung Acleros Mabille, 1885 - Gattung Actinor Watson, 1893 - Gattung Aegiale C. Felder & R. Felder, 1860 - Gattung Aeromachus de Nicéville, 1890 - Gattung Agathymus Freeman, 1959 - Gattung Alera Mabille, 1891 - Gattung Ampittia Moore, 1881 - Gattung Ancistroides Butler, 1874 - Gattung Andronymus Holland, 1896 - Gattung Ankola Evans, 1937 - Gattung Apostictopterus Leech, 1893 - Gattung Arnetta Watson, 1893 - Gattung Artitropa Holland, 1896 - Gattung Astictopterus C. Felder & R. Felder, 1860 - Gattung Baracus Moore, 1881 - Gattung Barca de Nicéville, 1902 - Gattung Caenides Holland, 1896 - Gattung Ceratrichia Butler, 1870 - Gattung Chondrolepis Mabille, 1904 - Gattung Creteus de Nicéville, 1895 - Gattung Cupitha Moore, 1884 - Gattung Eetion de Nicéville, 1895 - Gattung Eogenes Mabille, 1909 - Gattung Erionota Mabille, 1878 - Erionota thrax (Linné, 1767) - Gattung Fresna Evans, 1937 - Gattung Fulda Evans, 1937 - Gattung Galerga Mabille, 1898 - Gattung Gamia Holland, 1896 - Gattung Gangara Moore, 1881 - Gattung Ge de Nicéville, 1895 - Gattung Gorgyra Holland, 1896 - Gattung Gretna Evans, 1937 - Gattung Gyrogra Lindsey & Miller, 1965 - Gattung Halpe Moore, 1878 - Gattung Hidari Distant, 1886 - Gattung Hyarotis Moore, 1881 - Gattung Hypoleucis Mabille, 1891 - Gattung Iambrix Watson, 1893 - Gattung Idmon de Nicéville, 1895 - Gattung Ilma Swinhoe, 1905 - Gattung Isma Distant, 1886 - Gattung Isoteinon C. Felder & R. Felder, 1862 - Gattung Kedestes Watson, 1893 - Gattung Koruthaialos Watson, 1893 - Gattung Leona Evans, 1937 - Gattung Lepella Evans, 1937 - Gattung Lotongus Distant, 1886 - Gattung Lycas Godman, 1901 - Gattung Malaza Mabille, 1904 - Gattung Matapa Moore, 1881 - Gattung Megathymus Scudder, 1872 - Gattung Melphina Evans, 1937 - Gattung Meza Hemming, 1939 - Gattung Miraja Evans, 1937 - Gattung Moltena Evans, 1937 - Gattung Monza Evans, 1937 - Gattung Mopala Evans, 1937 - Gattung Notocrypta de Nicéville, 1889 - Gattung Ochus de Nicéville, 1894 - Gattung Oerane Elwes & Edwards, 1897 - Gattung Onryza Watson, 1893 - Gattung Orses Godman, 1901 - Gattung Osmodes Holland, 1892 - Gattung Osphantes Holland, 1896 - Gattung Paracleros Berger, 1896 - Gattung Parasovia Devyatkin, 1996 - Gattung Pardaleodes Butler, 1870 - Gattung Paronymus Aurivillius, 1925 - Gattung Parosmodes Holland, 1896 - Gattung Pedesta Hemming, 1934 - Gattung Pemara Eliot, 1978 - Gattung Perichares Scudder, 1872 - Gattung Perrotia Oberthür, 1916 - Gattung Pirdana Distant, 1886 - Gattung Pithauria Moore, 1878 - Gattung Plastingia Butler, 1870 - Gattung Platylesches Holland, 1896 - Gattung Ploetzia Saalmüller, 1884 - Gattung Prada Evans, 1949 - Gattung Praescobura Devyatkin, 2002 - Gattung Prosopalpus Holland, 1896 - Gattung Pseudokerana Eliot, 1978 - Gattung Pseudopirdana Chiba & Tsukiyama, 1994 - Gattung Pseudosarbia Berg, 1897 - Gattung Psolos Staudinger, 1889 - Gattung Pteroteinon Watson, 1893 - Gattung Pudicitia de Nicéville, 1895 - Gattung Pyroneura Eliot, 1978 - Gattung Pyrrhopygopsis Godman, 1901 - Gattung Quedara Swinhoe, 1919 - Gattung Rhabdomantis Holland, 1896 - Gattung Salanoemia Eliot, 1978 - Gattung Scobura Elwes & Edwards, 1897 - Gattung Sebastonyma Watson, 1893 - Gattung Semalea Holland, 1896 - Gattung Sovia Evans, 1949 - Gattung Stallingsia Freeman, 1959 - Gattung Stimula de Nicéville, 1898 - Gattung Suada de Nicéville, 1895 - Gattung Suastus Moore, 1881 - Gattung Teniorhinus Holland, 1892 - Gattung Thoressa Swinhoe, 1913 - Gattung Tiacellia Evans, 1949 - Gattung Tsitana Evans, 1937 - Gattung Turnerina Freeman, 1959 - Gattung Udaspes Moore, 1881 - Gattung Unkana Distant, 1886 - Gattung Xanthodisca Aurivillius, 1925 - Gattung Xanthoneura Eliot, 1978 - Gattung Zela de Nicéville, 1895 - Gattung Zographetus Watson, 1893 - Gattung Zophopetes Mabille, 1904 - Tribus Baorini Doherty, 1886 - Gattung Baoris Moore, 1881 - Gattung Borbo Evans, 1949 - Borbo borbonica (Lederer, 1855) - Gattung Brusa Evans, 1937 - Gattung Caltoris Swinhoe, 1893 - Gattung Gegenes Hübner, 1819 - Gegenes nostrodamus (Fabricius, 1793) - Gegenes pumilio (Hoffmannsegg, 1804) - Gattung Iton de Nicéville, 1895 - Gattung Parnara Moore, 1881 - Gattung Pelopidas Walker, 1870 - Pelopidas thrax (Hübner, 1821) - Gattung Polytremis Mabille, 1904 - Gattung Prusiana Evans, 1937 - Gattung Zenonia Evans, 1935 - Tribus Taractrocerini Voss, 1952 - Gattung Arrhenes Mabille, 1904 - Gattung Banta Evans, 1949 - Gattung Cephrenes Waterhouse & Lyell, 1914 - Gattung Kobrona Evans, 1935 - Gattung Mimene Joicey & Talbot, 1917 - Gattung Ocybadistes Heron, 1894 - Gattung Oriens Evans, 1932 - Gattung Pastria Evans, 1949 - Gattung Potanthus Scudder, 1872 - Gattung Sabera Swinhoe, 1908 - Gattung Suniana Evans, 1934 - Gattung Taractrocera Butler, 1870 - Gattung Telicota Moore, 1881 - Tribus Thymelicini Tutt, 1905 - Gattung Adopaeoides Godman, 1900 - Gattung Ancyloxypha C. Felder, [1863] - Gattung Copaeodes Speyer, 1877 - Gattung Oarisma Scudder, 1872 - Gattung Thymelicus Hübner, 1819 - Schwarzkolbiger Braun-Dickkopffalter (Thymelicus lineola) (Ochsenheimer, 1808) - Braunkolbiger Braun-Dickkopffalter (Thymelicus sylvestris) (Poda, 1761) - Mattscheckiger Braun-Dickkopffalter (Thymelicus acteon) (Linnaeus, 1758) - Tribus Calpodini Clark, 1948 - Gattung Aides Billberg, 1820 - Gattung Argon Evans, 1955 - Gattung Aroma Evans, 1955 - Gattung Calpodes Hübner, 1819 - Gattung Carystina Evans, 1955 - Gattung Carystoides Godman, 1901 - Gattung Carystus Hübner, 1819 - Gattung Chloeria Mabille, 1904 - Gattung Cobaloides Hayward, 1939 - Gattung Cobalus Hübner, 1819 - Gattung Damas Godman, 1901 - Gattung Dubiella Evans, 1936 - Gattung Ebusus Evans, 1955 - Gattung Evansiella Hayward, 1948 - Gattung Lychnuchoides Godman, 1901 - Gattung Lychnuchus Hübner, 1831 - Gattung Megaleas Godman, 1901 - Gattung Moeros Evans, 1955 - Gattung Neoxeniades Hayward, 1938 - Gattung Nyctus Mabille, 1891 - Gattung Orphe Godman, 1901 - Gattung Panoquina Hemming, 1934 - Gattung Sacrator Evans, 1955 - Gattung Saliana Evans, 1955 - Gattung Synale Mabille, 1904 - Gattung Talides Hübner, 1819 - Gattung Telles Godman, 1900 (wahrscheinlich ein Synonym von Thracides) - Gattung Tellona Evans, 1955 - Gattung Thracides Hübner, 1819 - Gattung Tisias Godman, 1901 - Gattung Tromba Evans, 1955 - Gattung Turesis Godman, 1901 - Gattung Turmada Evans, 1955 - Gattung Zenis Godman, 1900 - Tribus Anthoptini Warren, 2009 - Gattung Anthoptus Bell, 1942 - Gattung Corticea Evans, 1955 - Gattung Falga Mabille, 1898 - Gattung Mnaseas Godman, 1901 - Gattung Propapias Mielke, 1992 - Gattung Synapte Mabille, 1904 - Gattung Wahydra Steinhauser, 1991 - Gattung Zalomes Bell, 1947 - Tribus Moncini Warren, 2008 - Gattung Adlerodea Hayward, 1940 - Gattung Amblyscirtes Scudder, 1872 - Gattung Apaustus Hübner, 1819 - Gattung Arita Evans, 1955 - Gattung Artines Godman, 1901 - Gattung Bruna Evans, 1955 - Gattung Callimormus Scudder, 1872 - Gattung Cantha Evans, 1955 - Gattung Cobalopsis Godman, 1900 - Gattung Crinifemur Steinhauser, 2008 - Gattung Cumbre Evans, 1955 - Gattung Cymaenes Scudder, 1872 - Gattung Dion Godman, 1901 - Gattung Enosis Mabille, 1889 - Gattung Eprius Godman, 1901 - Gattung Eutocus Godman, 1901 - Gattung Eutychide Godman, 1900 - Gattung Flaccilla Godman, 1901 - Gattung Gallio Evans, 1955 - Gattung Halotus Godman, 1900 - Gattung Igapophilus Mielke, 1980 - Gattung Inglorius Austin, 1997 - Gattung Joanna Evans, 1955 - Gattung Justinia Evans, 1955 - Gattung Lamponia Evans, 1955 - Gattung Lento Evans, 1955 - Gattung Lerema Scudder, 1872 - Gattung Lerodea Scudder, 1872 - Gattung Levina Evans, 1955 - Gattung Lucida Evans, 1955 - Gattung Ludens Evans, 1955 - Gattung Methion Godman, 1900 - Gattung Methionopsis Godman, 1901 - Gattung Miltomiges Mabille, 1903 - Gattung Mnasicles Godman, 1901 - Gattung Mnasilus Godman, 1900 - Gattung Mnasinous Godman, 1900 - Gattung Mnasitheus Godman, 1900 - Gattung Mnestheus Godman, 1901 - Gattung Moeris Godman, 1900 - Gattung Molla Evans, 1955 - Gattung Monca Evans, 1955 - Gattung Morys Godman, 1900 - Gattung Mucia Godman, 1900 - Gattung Naevolus Hemming, 1939 - Gattung Nastra Evans, 1955 - Gattung Niconiades Hübner, 1821 - Gattung Onophas Godman, 1900 - Gattung Pamba Evans, 1955 - Gattung Panca Evans, 1955 - Gattung Papias Godman, 1900 - Gattung Paracarystus Godman, 1900 - Gattung Parphorus Godman, 1900 - Gattung Peba Mielke, 1968 - Gattung Penicula Evans, 1955 - Gattung Phanes Godman, 1901 - Gattung Pheraeus Godman, 1900 - Gattung Phlebodes Hübner, 1819 - Gattung Psoralis Mabille, 1904 - Gattung Punta Evans, 1955 - Gattung Radiatus Mielke, 1968 - Gattung Remella Hemming, 1939 - Gattung Repens Evans, 1955 - Gattung Rhinthon Godman, 1900 - Gattung Saniba Mielke & Casagrande, 2003 - Gattung Saturnus Evans, 1955 - Gattung Sodalia Evans, 1955 - Gattung Styriodes Schaus, 1913 - Gattung Sucova Evans, 1955 - Gattung Thargella Godman, 1900 - Gattung Thoon Godman, 1900 - Gattung Tigasis Godman, 1900 - Gattung Vehilius Godman, 1900 - Gattung Venas Evans, 1955 - Gattung Vertica Evans, 1955 - Gattung Vettius Godman, 1901 - Gattung Vidius Evans, 1955 - Gattung Vinius Godman, 1900 - Gattung Vinpeius Austin, 1997 - Gattung Virga Evans, 1955 - Gattung Zariaspes Godman, 1900 - Tribus Hesperiini Latreille, 1809 - Gattung Anatrytone Dyar, 1905 - Gattung Appia Evans, 1955 - Gattung Arotis Mabille, 1904 - Gattung Asbolis Mabille, 1904 - Gattung Atalopedes Scudder, 1872 - Gattung Atrytone Scudder, 1872 - Gattung Atrytonopsis Godman, 1900 - Gattung Buzyges Godman, 1900 - Gattung Caligulana Bell, 1942 - Gattung Chalcone Evans, 1955 - Gattung Choranthus Scudder, 1872 - Gattung Conga Evans, 1955 - Gattung Cravera de Jong, 1983 - Gattung Cyclosma Draudt, 1923 - Gattung Cynea Evans, 1955 - Gattung Decinea Evans, 1955 - Gattung Euphyes Scudder, 1872 - Gattung Hansa Evans, 1955 - Gattung Hesperia Fabricius, 1793 - Komma-Dickkopffalter (Hesperia comma) (Linnaeus, 1758) - Gattung Holguinia Evans, 1955 - Gattung Hylephila Billberg, 1820 - Gattung Jongiana Mielke & Casagrande, 2002 - Gattung Libra Evans, 1955 - Gattung Librita Evans, 1955 - Gattung Lindra Evans, 1955 - Gattung Linka Evans, 1955 - Gattung Metron Godman, 1900 - Gattung Misius Evans, 1955 - Gattung Molo Godman, 1900 - Gattung Neochlodes Austin & DeVries, 2001 - Gattung Notamblyscirtes Scott, 2006 - Gattung Nyctelius Hayward, 1948 - Gattung Ochlodes Scudder, 1872 - Rostfarbiger Dickkopffalter (Ochlodes sylvanus) (Esper, 1777) - Gattung Oeonus Godman, 1900 - Gattung Oligoria Scudder, 1872 - Gattung Onespa Steinhauser, 1974 - Gattung Orthos Evans, 1955 - Gattung Oxynthes Godman, 1900 - Gattung Parachoranthus Miller, 1965 - Gattung Paratrytone Godman, 1900 - Gattung Phemiades Hübner, 1819 - Gattung Poanes Scudder, 1872 - Gattung Polites Scudder, 1872 - Gattung Pompeius Evans, 1955 - Gattung Problena Skinner & Williams, 1924 - Gattung Propertius Evans, 1955 - Gattung Pseudocopaeodes Skinner & Williams, 1923 - Gattung Pyrrhocalles Mabille, 1904 - Gattung Quasimellana Burns, 1994a - Gattung Quinta Evans, 1955 - Gattung Racta Evans, 1955 - Gattung Serdis Mabille, 1904 - Gattung Stinga Evans, 1955 - Gattung Thespieus Godman, 1900 - Gattung Tirynthia Godman, 1900 - Gattung Tirynthoides Bell, 1940 - Gattung Vacerra Godman, 1900 - Gattung Wallengrenia Berg, 1897 - Gattung Xeniades Godman, 1900 |